# Black Rain (Ozzy Osbourne)
Black Rain è il nono album di studio di Ozzy Osbourne, pubblicato il  22 maggio 2007.

## Descrizione
In questo disco vi è un intenso uso di sintetizzatori che donano al tutto un carattere industrial. Il grande uso di synths è dovuto al fatto che questo è il primo album di Ozzy registrato senza un tastierista: infatti il chitarrista storico di Ozzy Zakk Wylde si è occupato di tutte le parti di tastiera, preferendo, a volte, di fare assoli con quest'ultima piuttosto che con la chitarra. I temi principali delle canzoni sono la guerra (Black Rain), la decadenza del mondo (The Almighty Dollar, Civilize the Universe, Countdown's Begun, Trap Door), l'abuso di droga (11 Silver), l'amore per la moglie Sharon e i fan (Lay Your World on Me e Here for You). Osbourne ha dichiarato che questo è il primo disco da lui registrato da sobrio. Il 21 dicembre 2007 l'album è stato certificato disco d'oro negli Stati Uniti per aver oltrepassato la soglia delle 500 000 copie vendute.

## Tracce
Testi e musiche di Ozzy Osbourne, Zakk Wylde e Kevin Churko, eccetto dove indicato.
1. Not Going Away – 4:32
2. I Don't Wanna Stop – 4:00
3. Black Rain – 4:43
4. Lay Your World on Me – 4:16
5. The Almighty Dollar – 6:57 (Osbourne, Churko)
6. 11 Silver – 3:43
7. Civilize the Universe – 4:43
8. Here for You – 4:38
9. Countdown's Begun – 4:54
10. Trap Door – 4:04 (Osbourne, Churko)

Tracce bonus nell'edizione giapponese
1. I Can't Save You – 3:31
2. Nightmare – 4:41

Tracce bonus nell'edizione iTunes
1. Nightmare – 4:41
2. Love to Hate – 3:56

CD bonus nella Special Limited Tour Edition
1. I Don't Wanna Stop (Live) – 3:44
2. Not Going Away (Live) – 4:36
3. Here for You (Live) – 4:50
4. Nightmare – 4:40
5. I Can't Save You – 3:32
6. Love to Hate – 3:57

## Formazione
- Ozzy Osbourne - voce, armonica a bocca, produzione
- Zakk Wylde - chitarra, tastiera
- Rob "Blasko" Nicholson - basso
- Mike Bordin - batteria, percussioni
- Kevin Churko – produzione, ingegneria del suono, missaggio
- Kane Churko – ingegneria del suono
- Vlado Meller – mastering